# 강철본색
《강철본색》은 2012년 3월 25일부터 2012년 4월 15일까지 방영된 KBS 드라마 스페셜 연작 시리즈 시즌2의 여섯 번째 작품이다.

## 등장 인물

### 주요 인물
- 오만석 : 노철기(盧哲記, 29세) 역 - 소설가
- 홍수아 : 미강공주(美剛公主, 24세) 역 - 조선 왕실의 공주

### 주변 인물
- 고명환 : 박충(朴忠) 역
- 이칸희 : 안 상궁 역
- 손현주 : 임금 역
- 황미선 : 중전 역
- 김명국 : 규영 역 - 좌포도청 포도대장
- 이정헌 : 춘현 역 - 내금위장
- 윤기원 : 오달헌 역 - 동방상단 객주

### 그 외 인물
- 예서진 : 옥금(玉錦) 역
- 박수인 : 화선(和善) 역
- 이보현 : 영돌 역
- 최희원 : 창희 역
- 김주환 : 이주한 역
- 나현주